# سی‌یو
سی‌یو (انگلیسی: CU) شرکت خرده‌فروشی کره‌ای است، که در سال ۱۹۹۰ تأسیس شد.